# Grècia sota l'Imperi Romà d'Orient
La història de Grècia sota l'Imperi Romà d'Orient coincideix principalment amb la de l'Imperi Romà d'Orient.

## Grècia romana

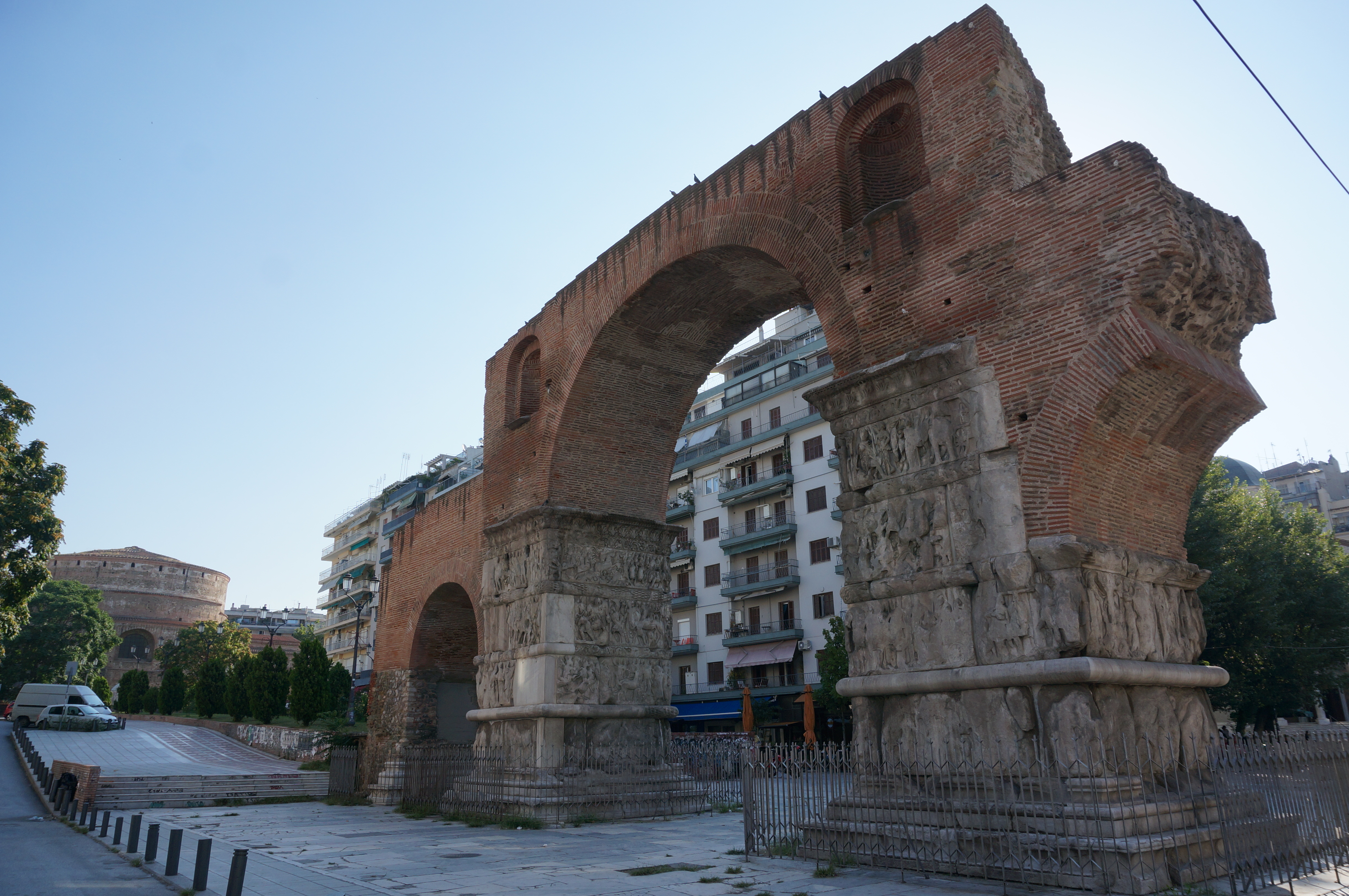
Arc de Galeri i Rotunda, Tessalònica

La península grega esdevingué un protectorat romà el 146 aC, i les illes de l'Egeu s'agregaren a aquest territori el 133 aC. Atenes i altres ciutats gregues es van revoltar el 89 aC, i la península va ser aixafada pel general romà Sul·la. Les guerres civils romanes arrasaren encara més el territori, fins que August va organitzar la península com a província d'Acaia el 27 aC.
Grècia era una província oriental típica de l'Imperi Romà. Els romans hi van enviar colons, i van aportar nous edificis a les ciutats, especialment a l'Àgora d'Atenes, on es construí l'Agrippeia de Marc Agripa, la Biblioteca de Titus Flavius Pantaenus i la Torre dels Vents, entre d'altres. Els romans van tendir a ser prohel·lènics, i els grecs van respondre, generalment, amb lleialtat a Roma.
La vida a Grècia continuà, a l'empara de l'Imperi Romà, molt semblant a la que tenia anteriorment, i el grec era la llengua franca a la part oriental i més important de l'imperi. La cultura romana es veié fortament influenciada per la cultura grega clàssica (vegeu món grecoromà); tal com va dir Horaci, Grecia capta ferum victorem cepit ('Grècia captivà al seu rude conquistador'). Les epopeies d'Homer van inspirar l'Eneida de Virgili, i autors com Sèneca van escriure utilitzant l'estil grec, mentre que famosos romans com Escipió l'Africà, Juli Cèsar i Marc Aureli van compilar obres en llengua grega.
Durant aquest període, els intel·lectuals grecs com Galè o Apol·lodor de Damasc van ser portats contínuament a Roma. Dins de la capital romana, el grec era parlat per les elits de l'imperi, particularment pels filòsofs, i per classes més baixes i treballadores, com ara mariners i mercaders. L'emperador Neró visità Grècia en el 66, i va actuar als Jocs Olímpics, malgrat les regles contra la participació no grega. Va ser, per descomptat, honorat amb una victòria en cada concurs, i en el 67 proclamà la llibertat dels grecs als Jocs Ístmics de Corint, tal com Tit Quinti Flamini I havia fet més de 200 anys abans.
Hadrià també fou particularment afeccionat als grecs. Abans d'esdevenir emperador, serví com a arcont epònim d'Atenes. També hi va construir l'Arc d'Hadrià, i va tenir un amant grec, Antínous.
Al mateix temps, Grècia, i gran part de la resta de l'època romana, quedaren sota la influència del cristianisme. L'apòstol Pau havia predicat a Corint i Atenes. Grècia aviat es convertiria en una de les àrees més cristianitzades de l'Imperi Romà.

## Imperi Romà d'Orient

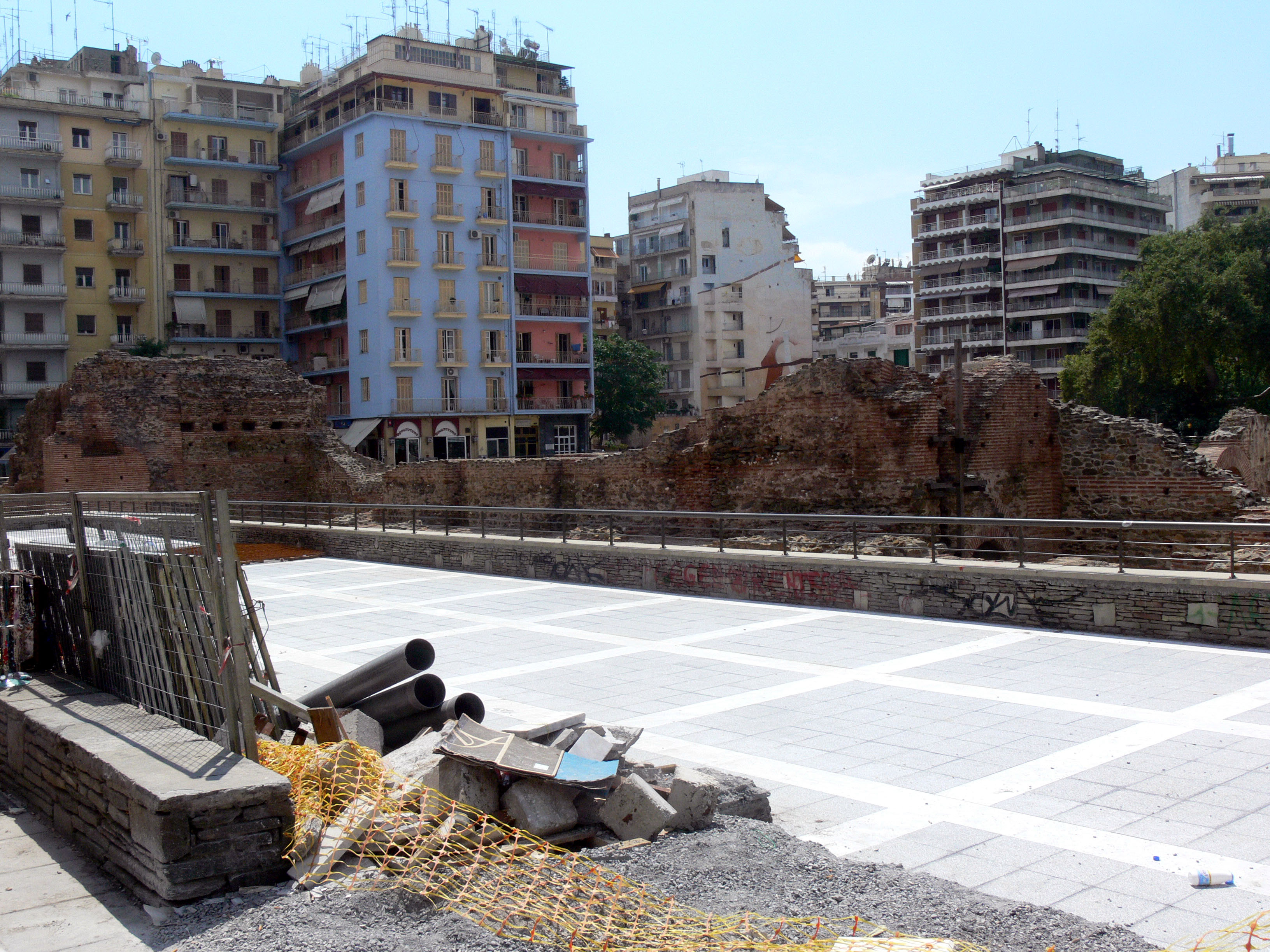
Restes del Palau de Galerius a Thessaloniki (plaça Nvarinou), prop de l'Hippodromus, on va tenir lloc la massacre de Tessalònica durant el regnat de Teodosi I

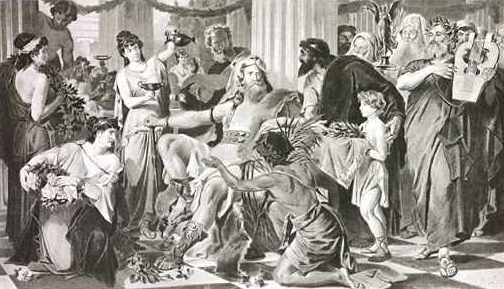
Alaric I a Atenes per Ludwig Thiersch

Durant els segles ii i iii, Grècia fou dividida en províncies incloent-hi Acaia, Macedònia, Epir (regió històrica) i Tràcia. Durant el regnat de Dioclecià, a finals del segle iii, els Balcans occidentals van ser organitzats com a diòcesi romana, i foren governats per Galeri. Sota Constantí I, Grècia era part de les diòcesis de Macedònia i Tràcia. Les Illes de l'Egeu oriental i meridional van formar part de la província Insulae de la diòcesi d'Asia.
Grècia feu front a les invasions dels hèruls, gots i vàndals durant el regnat de Teodosi I. Estilicó, que actuava com a regent d'Arcadi, evacuà Tessàlia quan els visigots van envair-la a finals del segle iv. El camarlenc d'Arcadi, Eutropi, va permetre a Alaric entrar a Grècia, i saquejà Corint i el Peloponès. Estilicó, finalment, la va conduir fora al voltant del 397 i Alaric es proclamà mestre de soldats a Il·líria. Finalment, Alaric i els gots van emigrar a Itàlia, saquejaren Roma el 410, i van construir l'Imperi visigot a Ibèria i al sud de França, el qual va durar fins a l'any 711 amb l'arribada dels àrabs.
Grècia va romandre com a part de la meitat oriental, relativament unificada, de l'imperi. Contràriament a les visions obsoletes de l'antiguitat tardana, la península grega era probablement una de les zones més pròsperes de l'Imperi Romà, i posteriorment de l'Imperi Romà d'Orient. S'han revisat els escenaris més antics de pobresa, despoblament, destrucció dels bàrbars i de decadència civil, a la llum dels descobriments arqueològics recents. De fet, la polis, com a institució, sembla haver estat pròspera, almenys fins al segle vi. Textos contemporanis com el de Hièrocles, Synecdemus, afirmen que en l'antiguitat tardana, Grècia estava altament urbanitzada i comprenia aproximadament unes 80 ciutats. Aquesta visió de prosperitat extrema és avui àmpliament acceptada, i s'assumeix que, entre els segles IV al VII dC, Grècia podia haver estat una de les zones econòmicament més actives de la Mediterrània oriental.
Amb la pèrdua d'Alexandria i Antioquia pels àrabs, Tessalònica esdevingué la segona ciutat més gran de l'Imperi Romà d'Orient, anomenada "corregent" (symbasileuousa), en segona posició, només per sota de Constantinoble. La península grega va romandre com un dels centres més forts del cristianisme en l'Imperi Romà. Després de la recuperació de la zona de les invasions eslaves, se'n restaurà la riquesa. Els esdeveniments com la invasió seljúcida d'Àsia Menor i l'ocupació llatina de Constantinoble, gradualment van enfocar l'interès imperial en la península grega durant el període romà d'Orient tardà. El Peloponès, en particular, continuà prosperant econòmicament i intel·lectual, fins i tot durant la seva dominació llatina, la recuperació romana d'Orient, i fins a la caiguda final amb l'Imperi Otomà.

## Reorganització i invasions més llunyanes

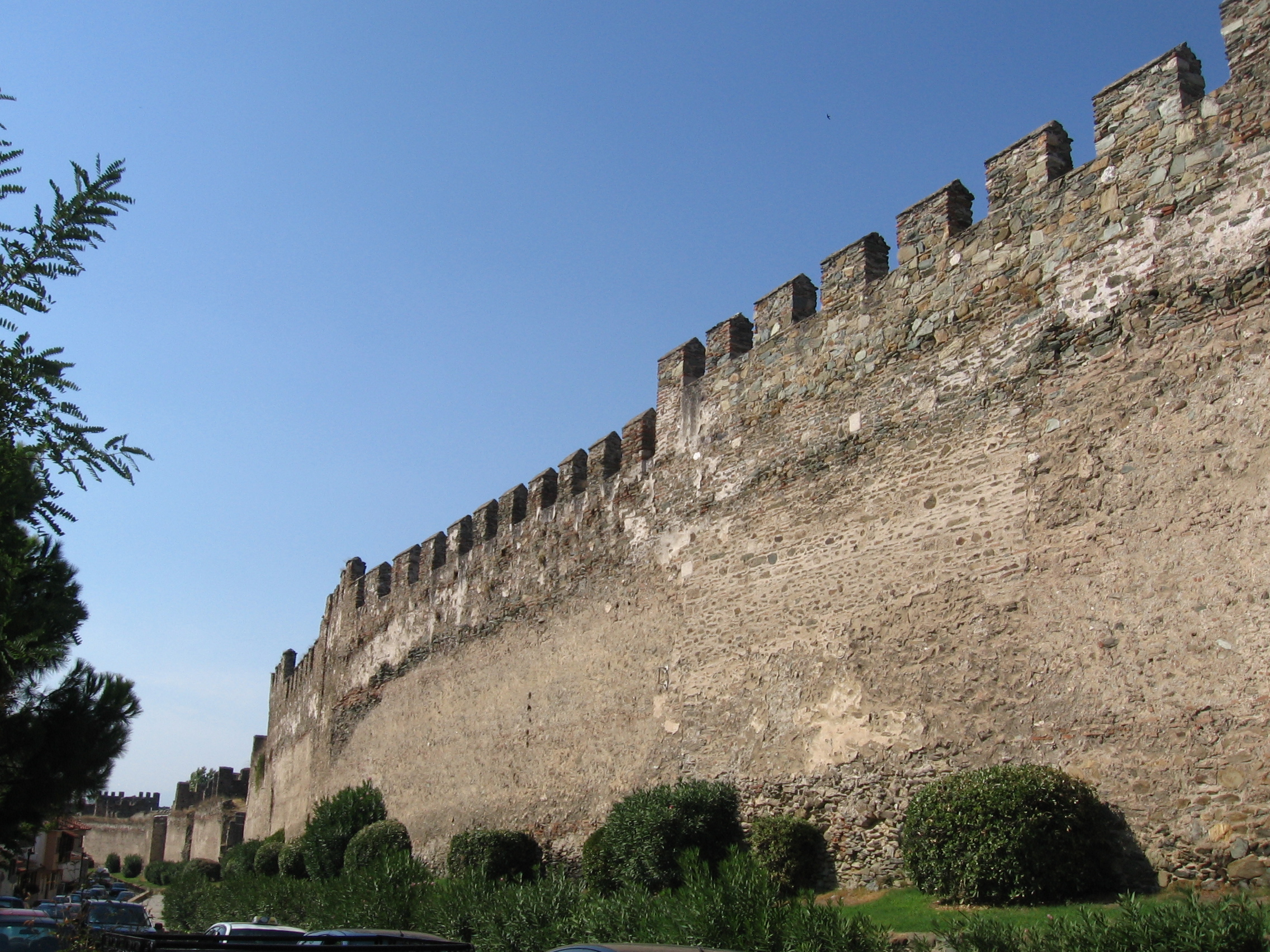
Part de les muralles de Tessalònica

Grècia va ser annexionada per Macedònia entre el 479 i 482 pels ostrogots sota el seu rei Teodoric el Gran (493-526). Els búlgars també van assaltar Tràcia i la resta del nord de Grècia el 540 i en repetides ocasions. Aquestes contínues invasions búlgares van obligar l'Imperi Romà d'Orient a construir una muralla defensiva, la muralla anastasiana, que s'estenia unes trenta milles o més, des de la ciutat de Selímbria (ara Silivri) a la mar Negra. El huns i búlgars van assaltar Grècia el 559 fins que l'exèrcit romà d'Orient tornà d'Itàlia, on Justinià havia estat intentant conquerir el cor de l'Imperi Romà.
Segons documents històrics, els eslaus van envair i es van instal·lar en parts de Grècia el 579, i l'Imperi Romà d'Orient gairebé va perdre el control de la península sencera durant la dècada del 580. No obstant això, no hi ha cap prova arqueològica que indiqui la penetració eslava en territoris romans d'Orient imperials abans del final del segle vi. En general, els rastres de la cultura eslava a Grècia són molt rars.

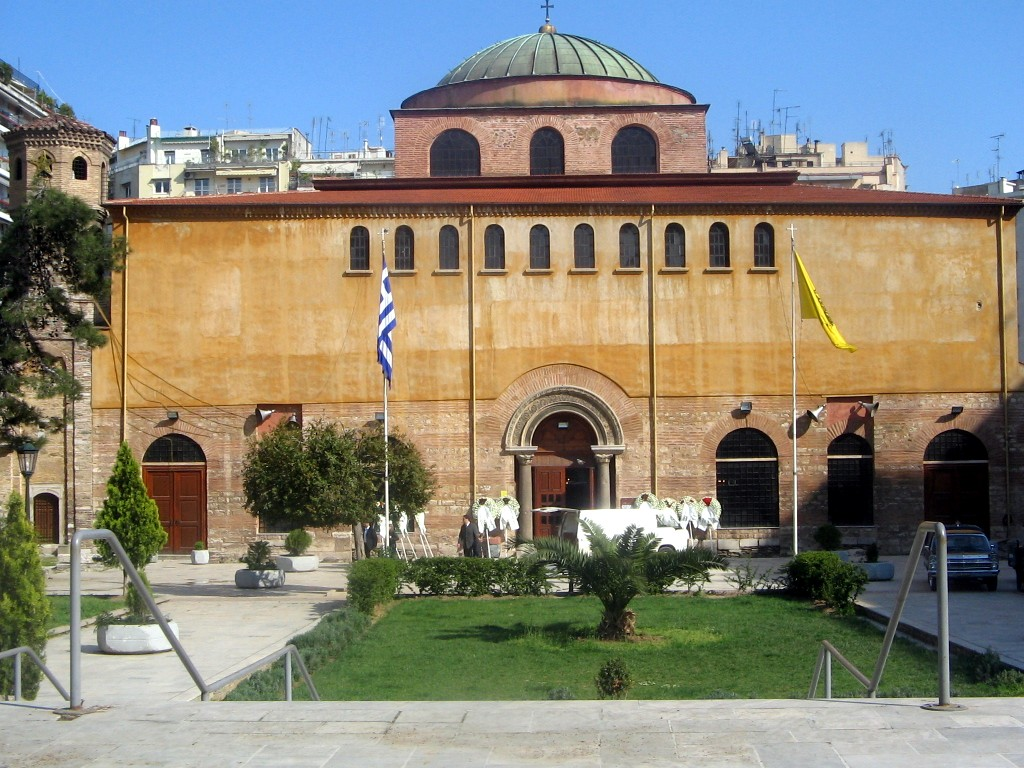
Hagia Sophia, Tessalònica

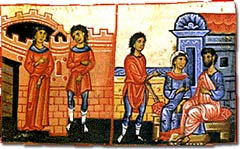
Escenes de matrimoni i vida familiar a Constantinoble

La ciutat de Tessalònica romangué invicta, fins i tot després de ser atacada pels eslaus al voltant del 615. Els eslaus foren eventualment derrotats, agrupats pels romans d'Orient i col·locats en comunitats segregades, conegudes com a Sclaviniae. A principis del segle vii, Constant II va fer les primeres expulsions massives dels eslaus, des de la península grega fins als Balcans i el centre d'Àsia Menor. Justinià II derrotà i va destruir la major part de les Sclaviniae, i traslladà fins a 110.000 o 200.000 eslaus de la península grega a Bitínia, mentre que incorporava uns 30.000 eslaus en el seu exèrcit.
Les poblacions eslaves que es van col·locar en aquestes comunitats segregades les utilitzaren en les campanyes militars contra els enemics dels romans d'Orient. Al Peloponès, més invasors eslaus van provocar desordres a la part occidental de la península, mentre que la part oriental va mantenir-se fermament sota dominació romana d'Orient. L'emperadriu Irene organitzà una campanya militar per alliberar aquells territoris i restablir la dominació romana d'Orient de la zona. No fou fins a l'arribada de l'emperador Nicèfor I que es pogué incorporar nova població en algunes àrees rurals del Peloponès, amb membres de parla grega del sud d'Itàlia, la qual cosa hi eliminà els últims rastres d'elements eslaus.
A mitjans del segle vii, l'imperi es reorganitzà en temes per l'emperador Constant II, incloent-hi Tràcia, el cos naval de Karabisianoi al sud de Grècia i les illes de l'Egeu. Els Karabisianoi foren dividits més tard per Justinià II en Hèl·lade (centrada a Corint) i el tema dels Cibirreotes. En aquest moment, els eslaus ja no eren una amenaça per als romans d'Orient, perquè havien estat derrotats moltes vegades o col·locats a les Sclaviniae. Les comunitats eslaves de Bitínia foren destruïdes pels romans d'Orient, després que el general Lleonci II fos derrotat pels àrabs en la batalla de Sebastòpolis el 692 com a conseqüència que els eslaus haguessin desertat al costat àrab.
Aquests temes es van rebel·lar contra l'emperador iconoclasta Lleó III el 727 i van intentar establir el seu propi emperador, encara que Lleó els derrotà. Lleó, llavors traslladà la seu del Karabisianoi a Anatòlia i creà el tema dels Cibirreotes amb la seva població. Fins a aquest moment, Grècia i l'Egeu encara estaven tècnicament sota l'autoritat del papa, però Lleó també es barallà amb el papat i va lliurar aquests territoris al patriarca de Constantinoble. Com a emperador, Lleó III introduí més reformes administratives i legals que les promulgades en temps de Justinià. Mentrestant, els àrabs van començar les primeres incursions serioses a l'Egeu. Bitínia es tornà a poblar amb els grecs de la Grècia continental i de Xipre.

## Amenaça búlgara

Mapa de la Grècia romana d'Orient ca. 900, amb els temes i poblaments mes importants

Nicèfor I comença a reconquerir àrees eslaves i búlgares a principis del segle ix. Reubicà les famílies amb llengua grega de l'Asia Menor a la península grega i als Balcans, i va expandir el tema d'Hèl·lade al nord per incloure parts de Tessàlia i Macedònia, i al sud per incloure el territori recuperat del Peloponès. Tessalònica, prèviament organitzada com un arcont envoltat pels eslaus, esdevingué un tema pròpiament dit. Aquests temes van aportar altres 10.000 soldats a l'exèrcit, i van permetre a Nicèfor convertir la majoria dels eslaus al cristianisme.
A finals del segle ix, Lleó VI s'enfronta a invasions búlgares sota Simeó I, que va envair Tràcia el 896, i de nou el 919, durant la regència de Zoè per Constantí VII. Simeó envaí de nou Grècia del nord el 922 i va penetrar profundament al sud, agafà Tebes, just al nord d'Atenes.
A finals del segle x, l'amenaça més gran per a Grècia va ser de Samuel, que lluità constantment a la zona amb Basili II. El 985 Samuel va capturar Tessàlia i la important ciutat de Làrissa, i el 989 va envair Tessalònica. Basili, a poc a poc comença a reconquerir aquestes zones el 991, però Samuel va capturar novament les àrees al voltant de Tessalònica i el Peloponès un altre cop el 997, abans de ser forçat a retirar-se a Bulgària. El 999 Samuel ataca Durrës i el nord de Grècia un cop més. Basili va conquerir de nou aquests espais sobre el 1002, després d'haver dominat els búlgars la dècada abans de la seva mort.
A la mort de Basili II, el 1025 Grècia va ser dividida en els temes de Creta, el Peloponès, Hèl·lade, Nicopolis, Làrissa, Cephalonia, Tessalònica i Strymon. Les Cíclades i la mar Egea estaven protegides de les incursions i les invasions pels nous temes que s'havien creat a partir del territori búlgar.
Grècia i Tràcia es van fer mes pròsperes en el segle x i les ciutats van començar a créixer novament. Atenes i Corint probablement van arribar a unes 10.000 persones, mentre que Tessalònica podia haver tingut fins a 100.000 persones. Hi havia una classe aristocràtica important en aquests temes, especialment els emperadors macedonis que governaren l'imperi entre 867 i 1025.

## Normands i francs
Grècia i l'imperi conjunt es van enfrontar a la nova amenaça del normands de Sicília a finals del segle xi. Robert Guiscard va conquerir Durrës i l'illa de Corfú el 1081, però Aleix I el va derrotar, i més tard el seu fill Bohemon I, el 1083. Els petxengs també van assaltar Tràcia durant aquest període.
El 1147, mentre els cavallers de la Segona croada van passar per territori romà d'Orient, Roger II de Sicília capturà Corfú i va saquejar Tebes i Corint. El 1197 Enric VI del Sacre Imperi romanogermànic va continuar, amb l'antagonisme del seu pare Frederic Barba-roja, amenaçant d'envair Grècia per reclamar el territori que els normands havien mantingut. Aleix III es va veure forçat a pagar-li, encara que els impostos que va demanar ocasionaren revoltes freqüents en contra seva, incloent-hi les rebel·lions a Grècia i el Peloponès. També durant el seu regnat, la Quarta Croada va intentar col·locar Aleix IV al tron, fins que finalment va envair i acomiadar la capital.
Grècia va viure relativament pacífica i pròspera durant els segles xi i XII, en comparació amb Anatòlia, que els seljúcides havien envaït. Tessalònica, probablement havia crescut a sobre les 150.000 persones, malgrat haver estat envaïda pels normands el 1185. Tebes també es va convertir en una ciutat important: arribà probablement a uns 30.000 habitants i va ser el centre d'una important indústria de la seda. Atenes i Corint probablement encara tenien al voltant de 10.000 habitants. Les ciutats gregues continentals van continuar exportant gra a la capital per tal de fer front a la terra perduda pels seljúcides.
No obstant això, després de la conquesta de Constantinoble per part de la Quarta Croada el 1204, Grècia fou dividida entre el croats. L'Imperi Llatí va mantenir Constantinoble i Tràcia, mentre que Grècia fou dividida pel Regne de Tessalònica, el Principat d'Acaia, i el ducat d'Atenes. Els venecians van controlar el ducat de Naxos a l'Egeu, i el despotat de l'Epir fou establert com un del tres estats successors romans d'Orient.
Miquel VIII restaura l'imperi el 1261, després d'haver recuperat el Regne de Tessalònica. Després de la seva mort el 1282, Miquel havia recuperat les illes de l'Egeu, Tessàlia, Epir, i la major part d'Acaia, inclosa la fortalesa croada de Mistràs, que es va convertir en la seu d'un despotat romà d'Orient. No obstant això, Atenes i el nord del Peloponès van quedar en mans dels croats. Carles d'Anjou i més tard el seu fill Carles II van reclamar el tron de l'Imperi Llatí, amenaçant Epir i Grècia, però mai va ser capaços de portar a port les seves amenaces.

## Amenaça i conquesta otomana

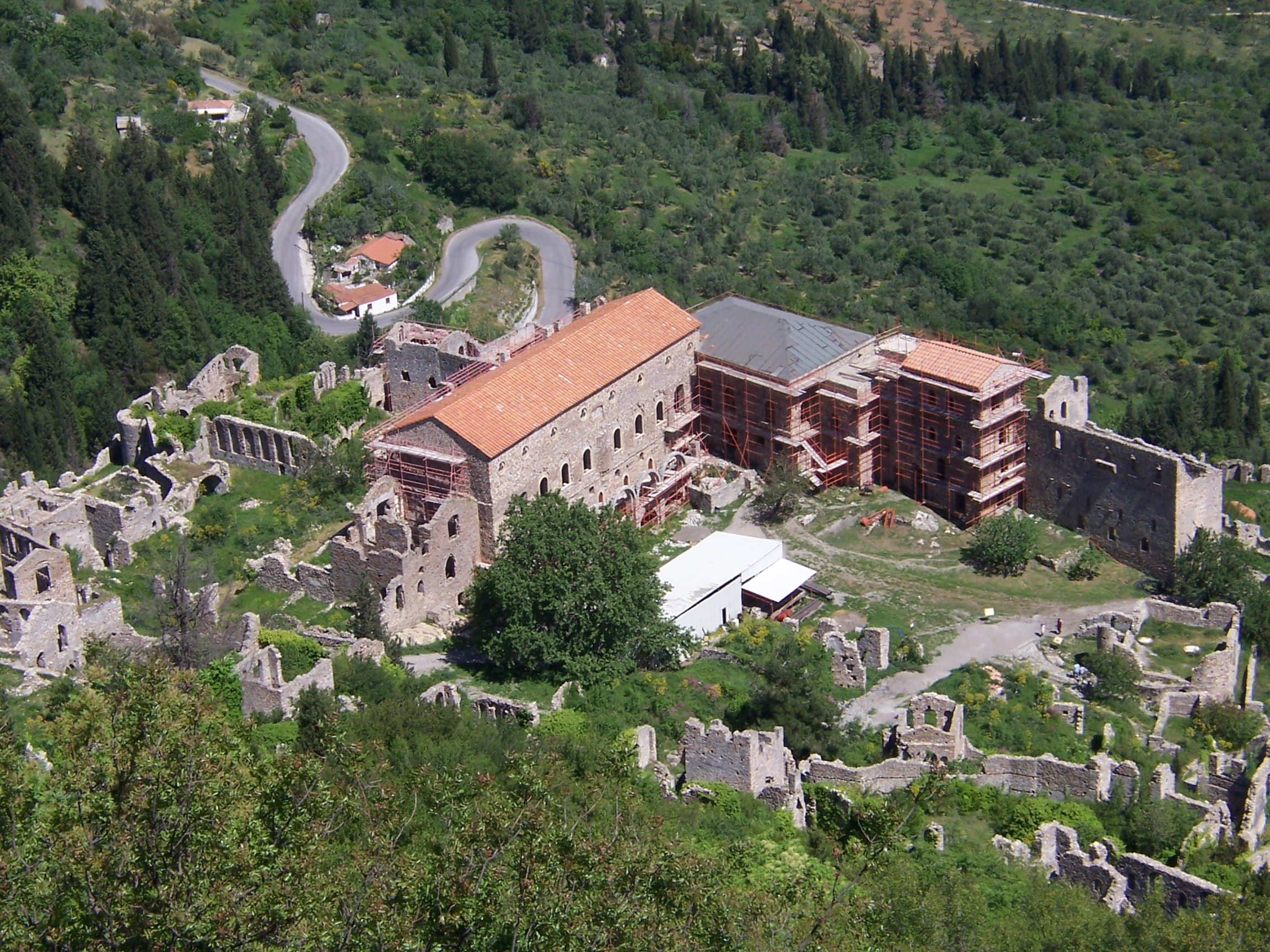
Palau de Mystras, capital del despotat de Morea

Pel regnat d'Andrònic III Paleòleg, a partir del 1328, l'imperi controlà la major part de Grècia, especialment la metròpoli de Tessalònica, però molt poc més. El despotat de l'Epir era nominalment romà d'Orient, però encara es va rebel·lar ocasionalment, fins que fou completament recuperat el 1339. Grècia fou utilitzada principalment com a camp de batalla durant la guerra civil entre Joan V Palaeòleg i Joan VI Cantacuzè en la dècada del 1340, mentre que serbis i otomans van aprofitar també per a atacar Grècia. El 1356 es crearia un despotat independent a Epir i Tessàlia.
El Peloponès, normalment anomenat Morea durant aquest període, era gairebé el centre de l'imperi i, certament, l'àrea més fèrtil. Mistràs i Monembasia eren pròsperes i ben poblades, fins i tot després de la pesta negra de mitjan segle xiv. Mistràs rivalitzava amb Constantinoble en importància. Fou un bastió de l'Església ortodoxa grega, i dels esforços amargament oposats dels intents dels emperadors per unir-se amb l'Església catòlica romana, encara que això hagués permès a l'imperi obtenir ajuda d'occident contra els otomans.
El otomans havien començat la conquesta dels Balcans i Grècia a finals del segle xiv i principis del XV. El 1445, Tessàlia, ocupada pels otomans, fou reconquerida pel futur emperador Constantí XI, aleshores dèspota de Mistràs, però poc va poder-hi fer contra la majoria dels altres territoris otomans. L'emperador Constantí fou derrotat i assassinat el 1453 quan els otomans van capturar finalment Constantinoble. Després de la caiguda de Constantinoble, els otomans també va capturar Atenes i les illes de l'Egeu el 1458, però van deixar un despotat romà d'Orient al Peloponès fins al 1460. Els venecians encara controlaven Creta i alguns ports, però altrament els otomans van controlar moltes zones de Grècia, excepte les muntanyoses i les fortament fortificades.

## Galeria

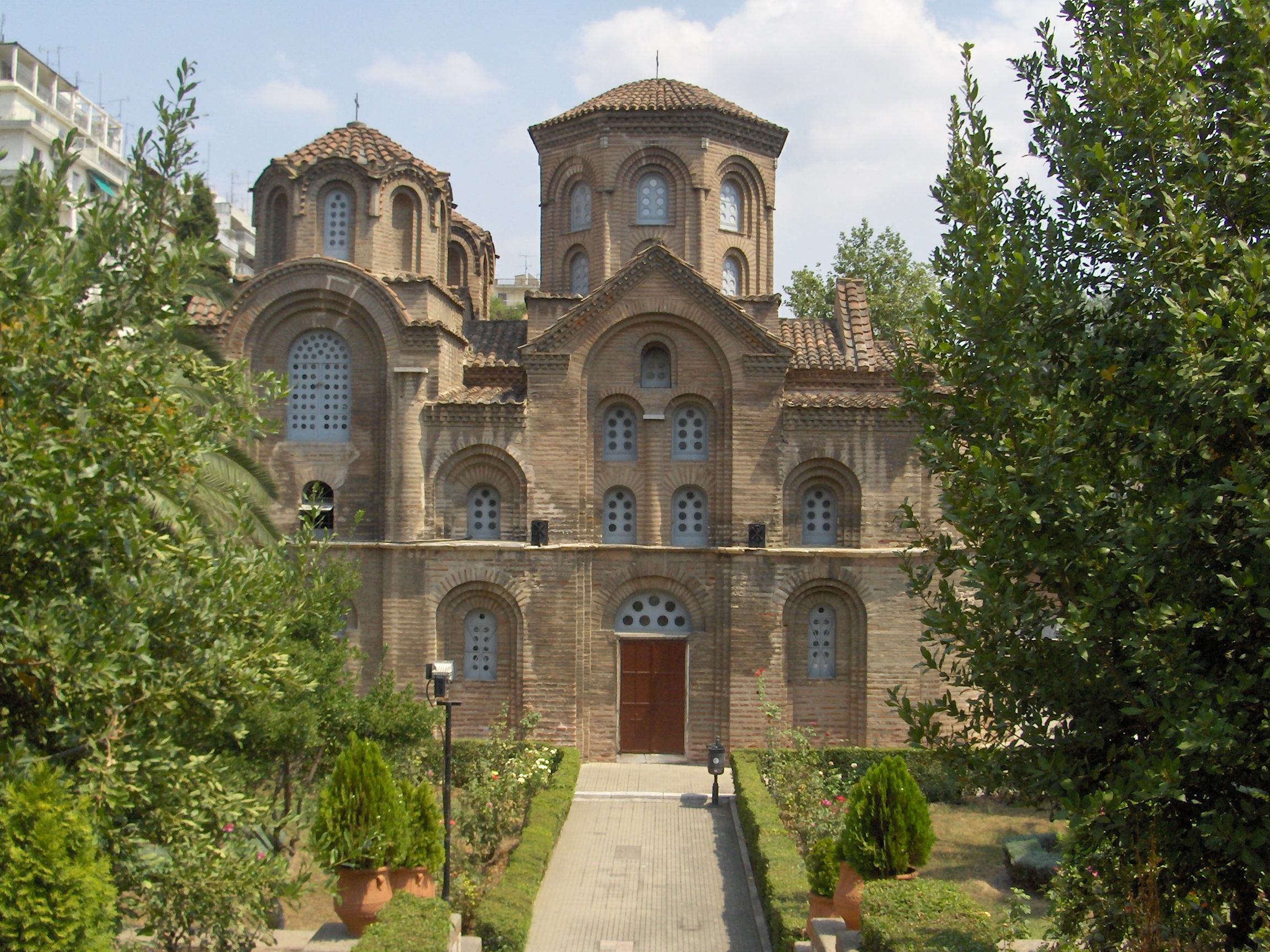
Església de Panagia, Chalkeon, Tessalònica
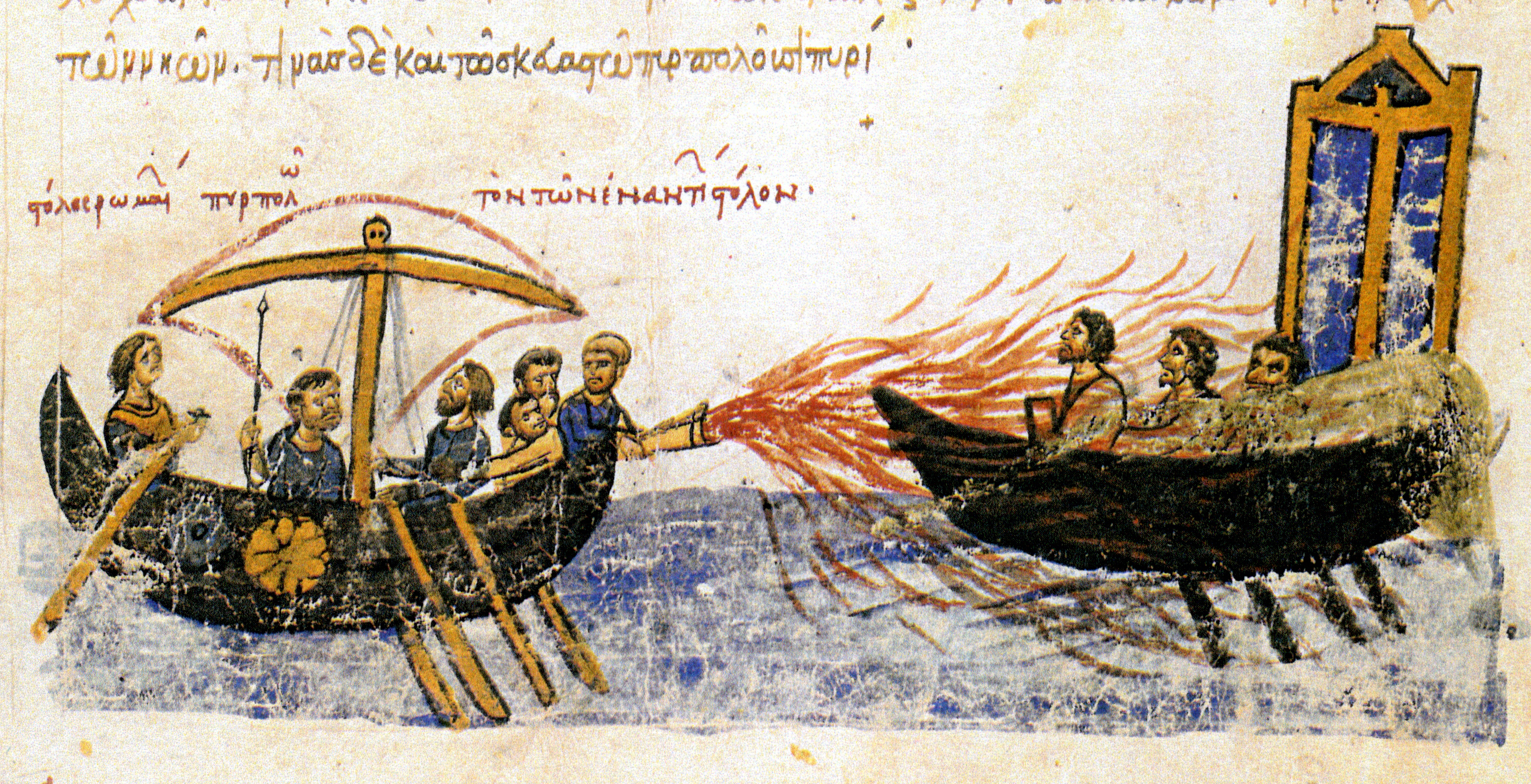
Representació del foc grec per Joan Escilitzes Skylitzes Matritensis
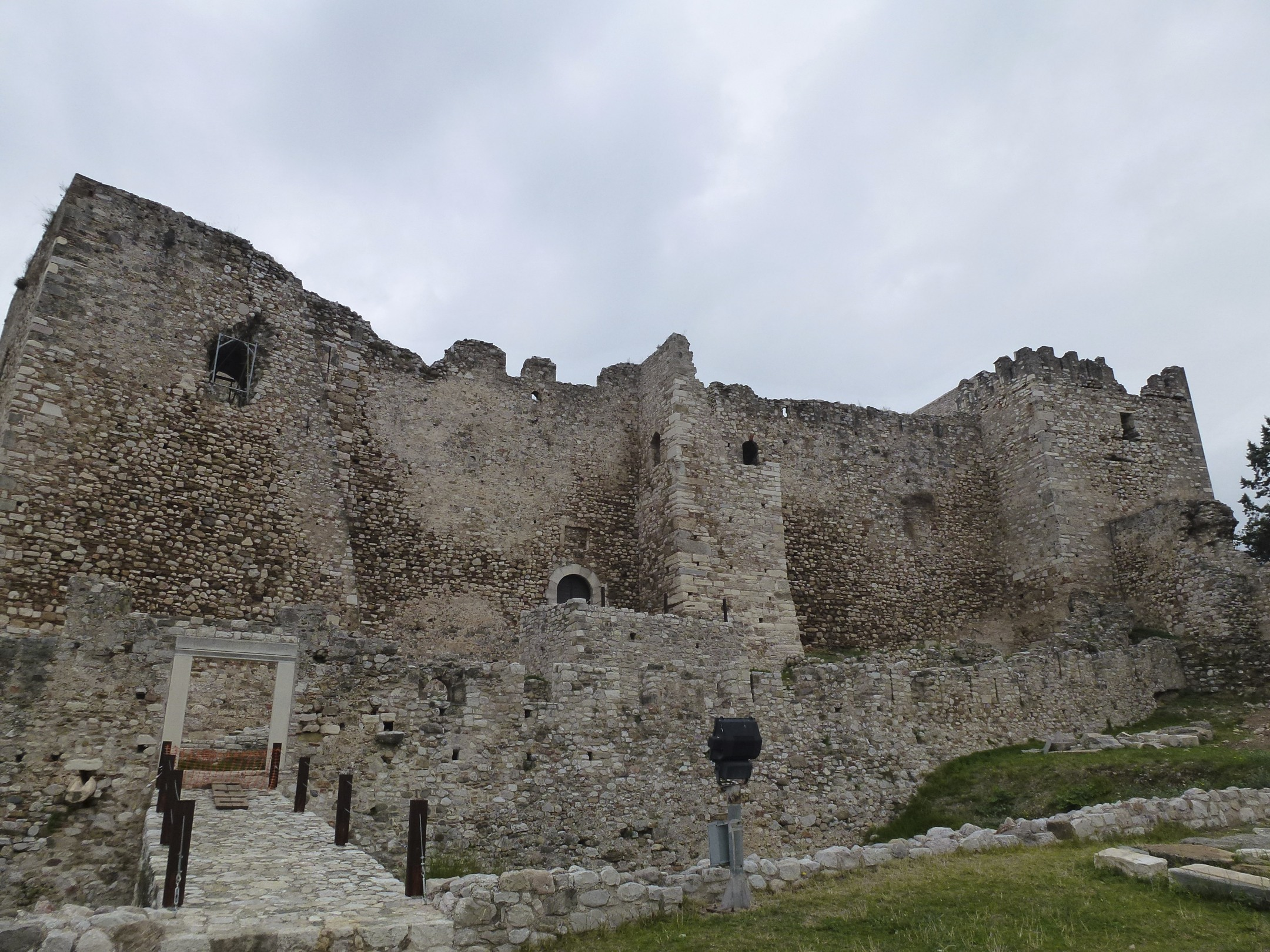
Castell de Patres
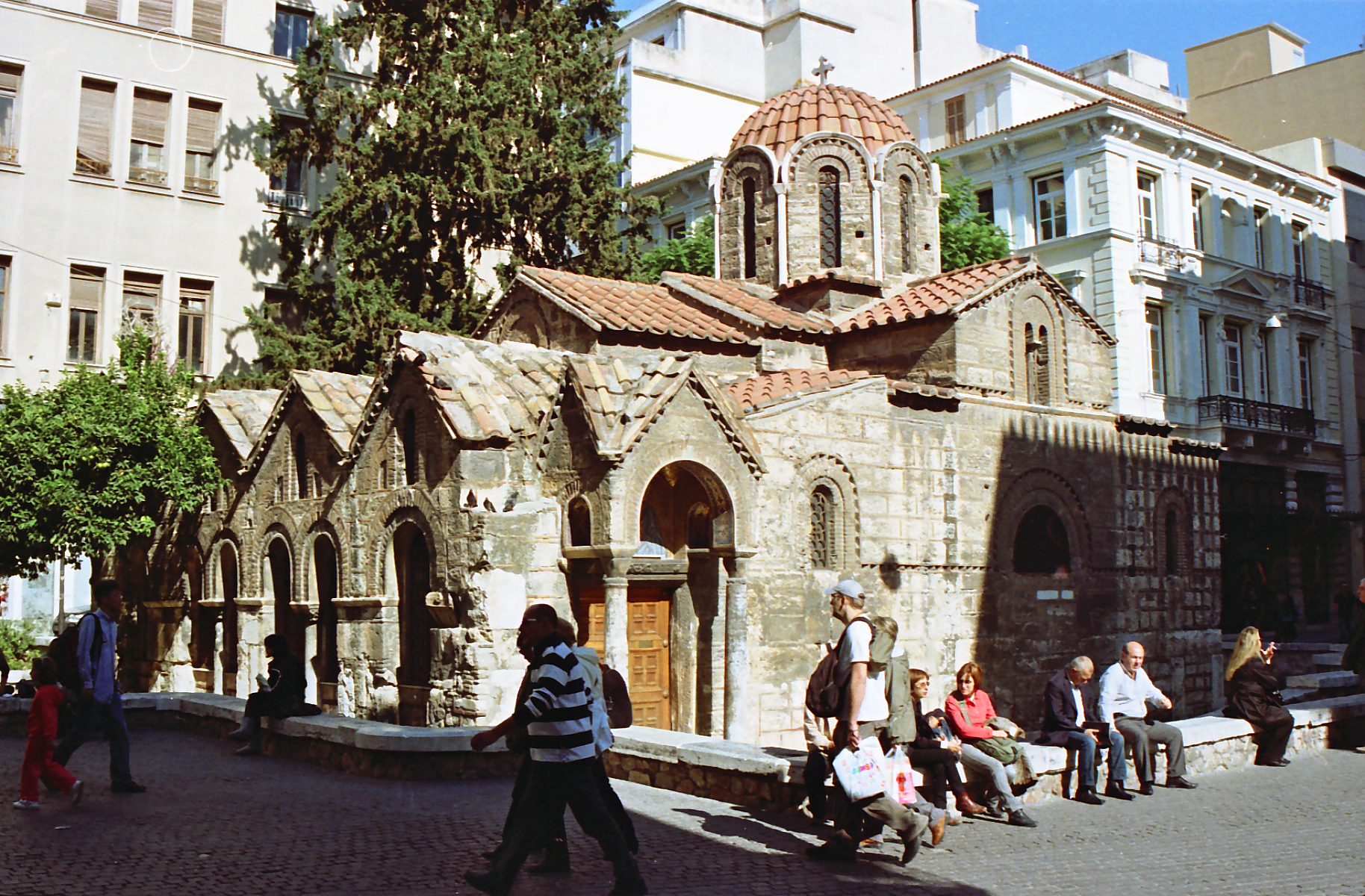
Església Kapnikarea, Atenes
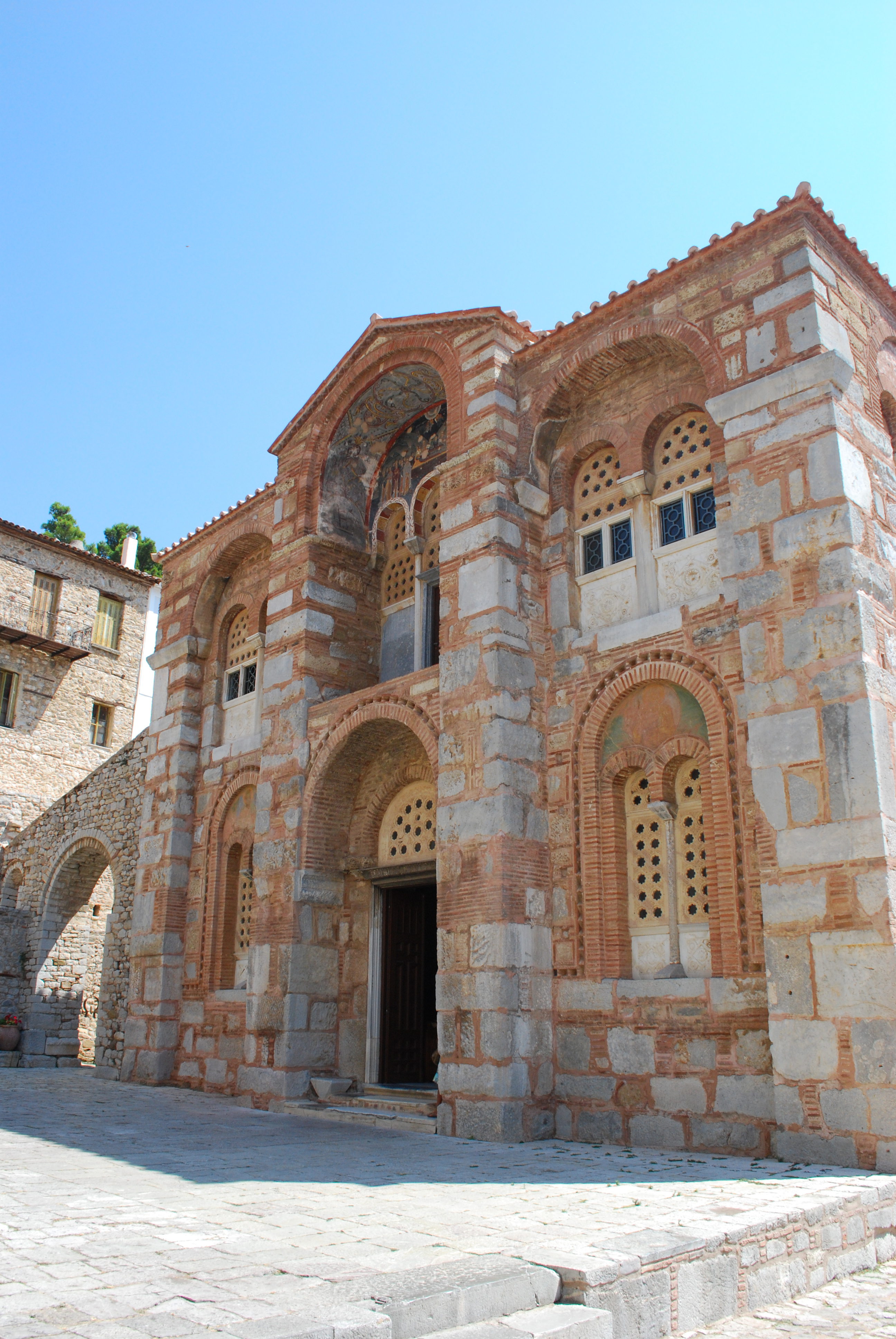
Vista del monestir Hosios Loukas, un exemple arquitectura romana d'Orient durant el Renaixement macedoni
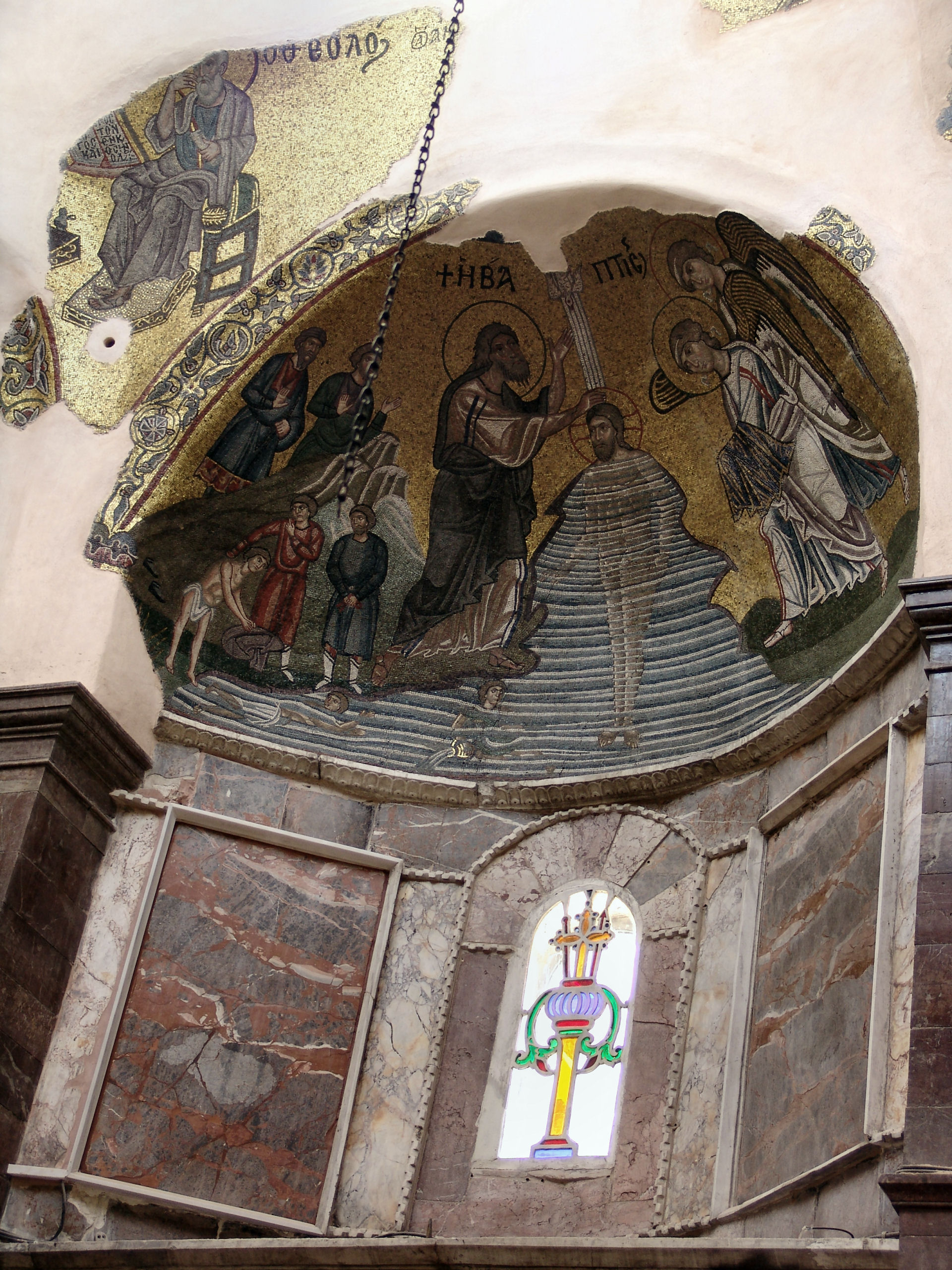
Mosaics de Nea Moni de Chios
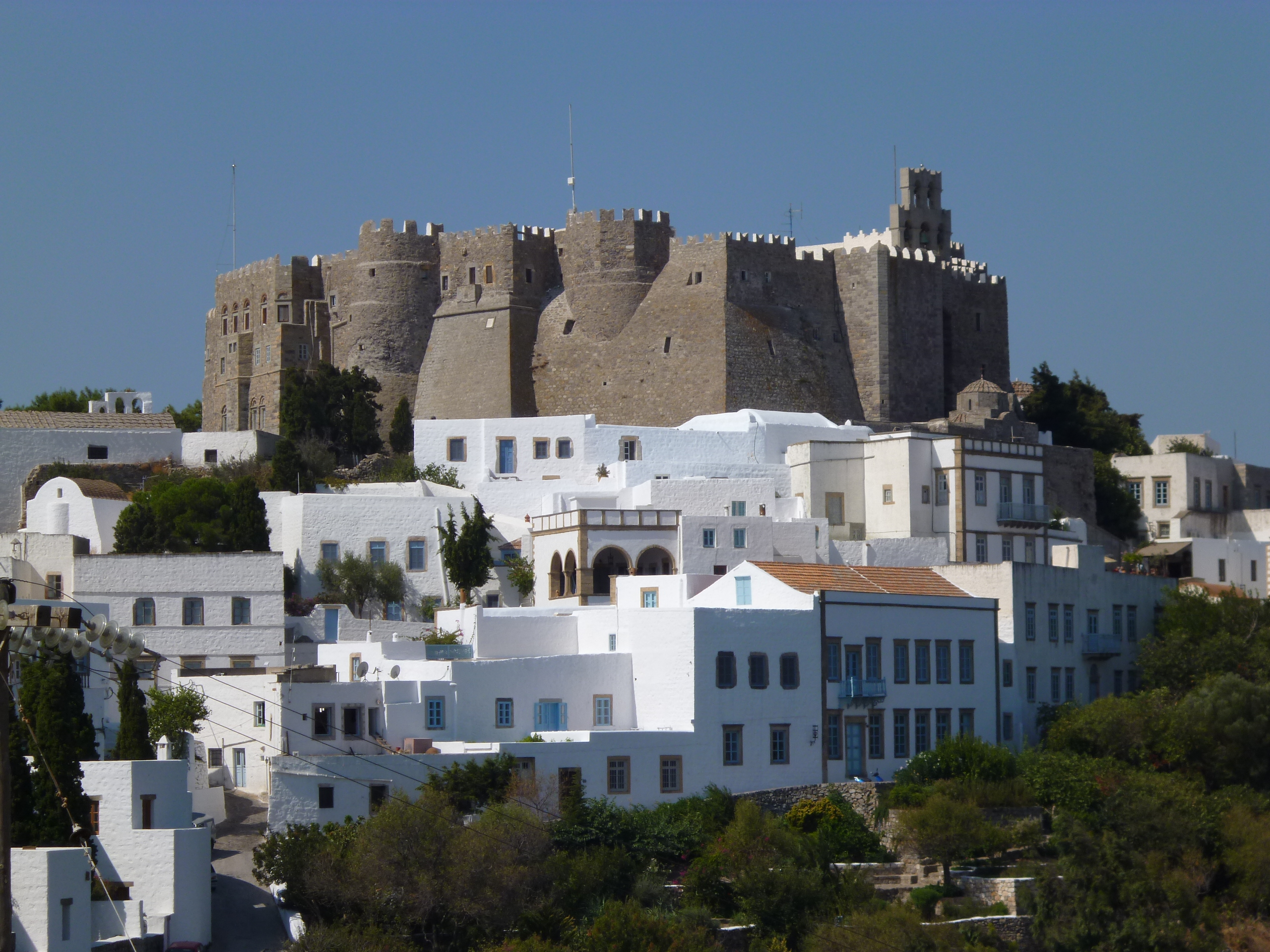
Monestir de Sant Joan el Teòleg, Patmos
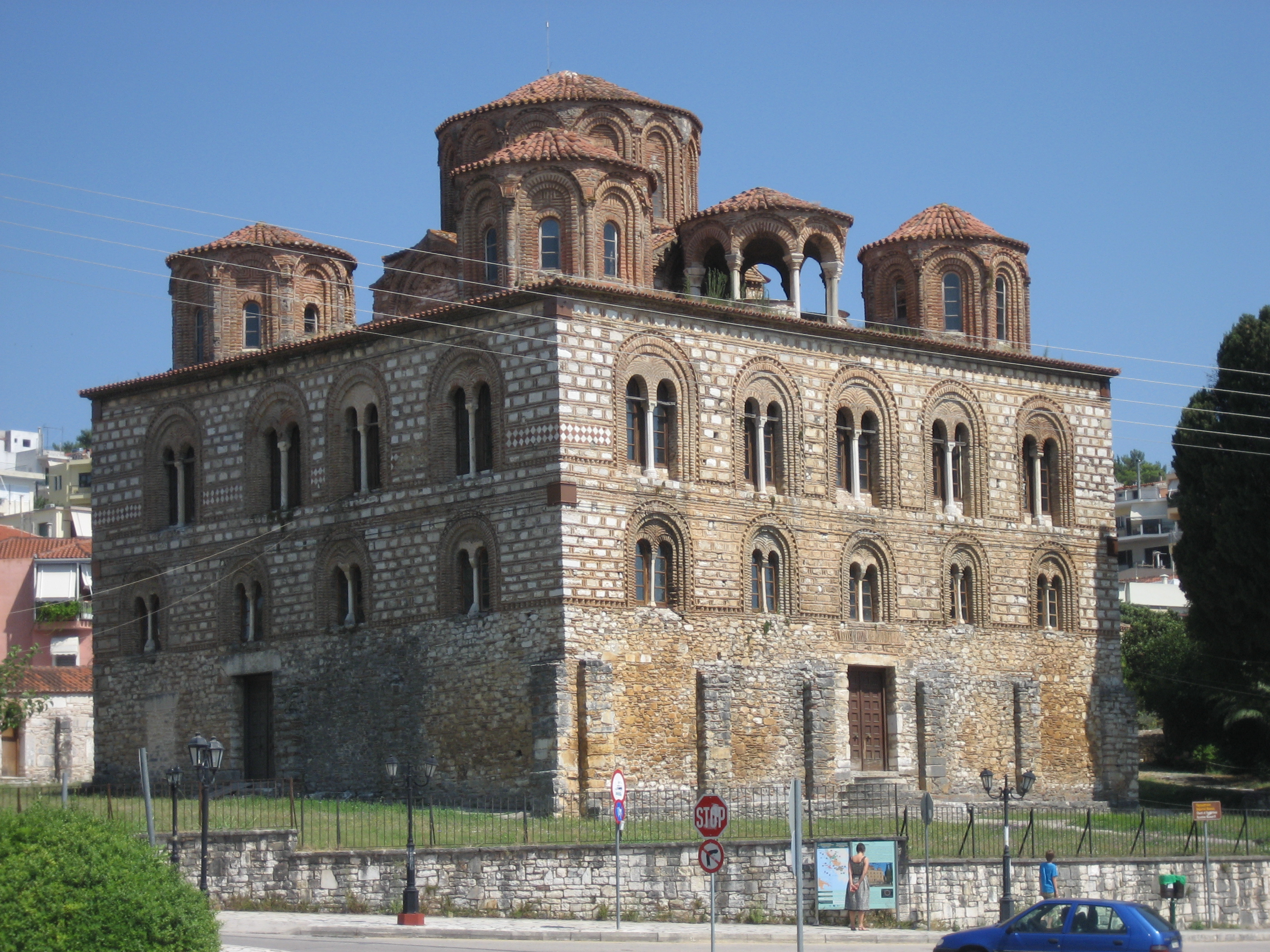
L'església Paregoretissa, catedral d'Arta, capital del Despotat de l'Epir
Despotat de Morea (1349–1460)
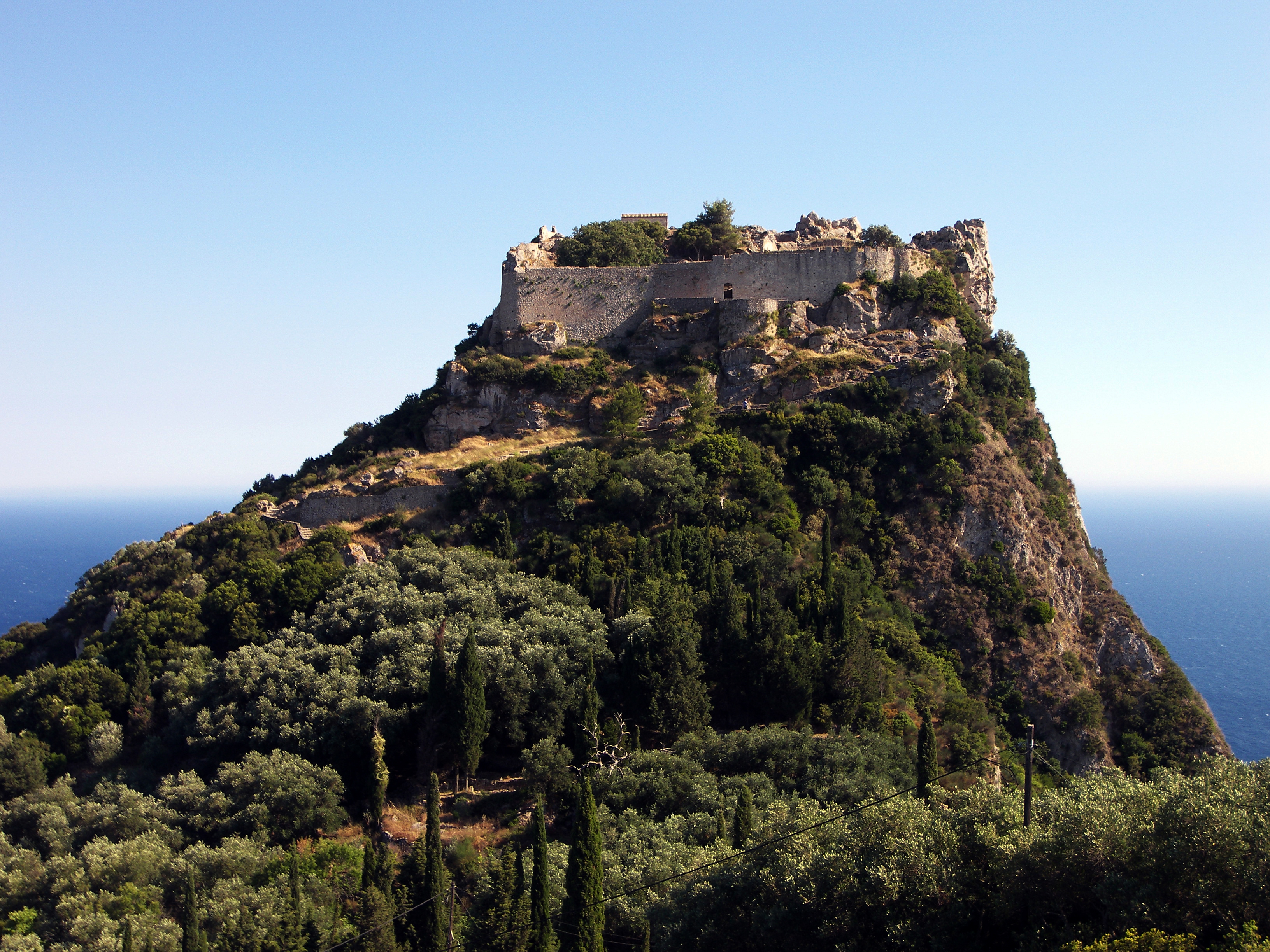
El castell romà d'Orient d'Angelokastro (illa de Corfú), que va expulsar amb èxit els otomans